# Мемориальный зал памяти жертв атомной бомбардировки Нагасаки
Мемориальный зал памяти жертв атомной бомбардировки Нагасаки (яп. 国立長崎原爆死没者追悼平和祈念館) — мемориальный зал памяти в Нагасаки, в Японии, посвящённый жертвам атомной бомбардировки Нагасаки 9 августа 1945 года. Находится  рядом с Музеем атомной бомбы и Парком мира.
Как и в мемориальном зале памяти в Хиросиме, мемориал был построен как место где помнят и молятся за тех, кто погиб во время взрыва атомной бомбы. Здесь собирают фотографии, воспоминания и личные вещи, имеющие отношение к событию. Здесь также распространяется информация о международном сотрудничестве и обмене в области лечения людей, пострадавших от радиоактивного излучения.

## История
Мемориальный зал памяти по проекту архитектора Акиры Курю был построен в период с ноября 2000 по декабрь 2002 года. В подземной части здания находится большой конференц-зал, перед которым на мониторах демонстрируются многочисленные фотографии жертв, далее зал памяти, в котором 12 освещенных столбов символизируют надежду на мир.
Фонды мемориала демонстрируются и в других городах мира. В 2005 году выставка прошла в Музее мира в Чикаго, совпавшая с 60-й годовщиной атомной бомбардировки. В 2007 году выставка прошла в городе Герника, в Испании, который был уничтожен люфтваффе в апреле 1937 года.